# 御堂筋ホテル
御堂筋ホテルは大阪府大阪市中央区難波三丁目に所在し、ぼてぢゅうホテルズが運営していたホテルである。

## 概要
大阪市営地下鉄御堂筋線（当時）難波駅付近に2001年11月に開業。
全60室を完備し、3階と10階は大浴場となっているが、自家源泉を引いており客室にも自家源泉を引いているのが大きな特徴であった。
2012年春に全館リニューアルを行い、客室は全室禁煙となった。

## 客室
- 2階 - 9階
  - シングル
  - ダブル
  - ツイン
  - スーぺリアツイン

## アクセス
- 鉄道
  - Osaka Metro御堂筋線・四つ橋線・千日前線難波駅、近鉄難波線・阪神なんば線大阪難波駅下車すぐ

## 周辺
- なんばパークス
- 千日前道具屋筋商店街
- なんばマルイ
- なんばグランド花月